# Lucilla
Lucilla es un personaje de la saga de novelas de ciencia ficción Dune, de Frank Herbert. Aparece en Herejes de Dune y Casa Capitular Dune. Es una descendiente de Siona Atreides y por tanto invisible a los navegantes de la Cofradía Espacial. Asimismo, comparte un gran parecido con la Reverenda Madre Darwi Odrade, siendo ambas físicamente similares a Jessica Atreides.
Reverenda Madre e Imprimadora de la Bene Gesserit, la tarea de Lucilla en el plan original de Taraza, Madre Superiora de la orden en Herejes de Dune, era imprimar al joven ghola de Duncan Idaho y proporcionarle los conocimientos que le permitieran imprimar a Sheeana, la joven fremen capaz de hablar con los gusanos de Arrakis descendientes del Tirano Leto II. Su misión encontró numerosos obstáculos, principalmente en la persona de la Reverenda Madre Schwangyu, líder del alcázar de la Bene Gesserit en Gammu, la cual intentó atraer a Lucilla a su facción, contraria a las ideas de Taraza sobre los ghola. Luego de la huida del alcázar Bene Gesserit en Gammu debido a un ataque tleilaxu, Lucilla y el Bashar Alef Burzmali rescatan a Duncan después de que este fuera imprimado por Murbella, una joven Honorada Matre, a la cual secuestran y conducen a la Casa Capitular de la orden.
En Casa Capitular Dune, Lucilla se encuentra destinada como Vicecanciller en el planeta Lampadas, escuela central de la Bene Gesserit, durante el ataque de las Honoradas Matres a todos los planetas de la Hermandad. Cuatro millones de personas mueren con la destrucción del planeta, entre ellos el Bashar Burzmali, sus tropas especialmente escogidas y numerosas Reverendas Madres de la Bene Gesserit. No obstante, en un intento desesperado por salvar al menos parte del vasto conocimiento de las escuelas de Lampadas, Lucilla comparte con las Otras Memorias de las Bene Gesserit del lugar, conocidas en adelante como "La Horda de Lampadas". A bordo de una no-nave, Lucilla apenas logra escapar de la destrucción de Lampadas y termina refugiada en la comunidad judía de Gammu, donde es protegida por el Rabino. No obstante, es finalmente entregada a las Honoradas Matres, a fin de salvar a la comunidad, no sin antes depositar todas las memorias preservadas de la Horda de Lampadas en la mente de Rebecca (Dune), una Reverenda Madre salvaje de los judíos, con el encargo de que dicho conocimiento sea entregado a la Casa Capitular de las Bene Gesserit. Lucilla muere asesinada por la Gran Honorada Matre luego de dos largos interrogatorios, los cuales constituyen uno de los más ricos diálogos sobre política en la obra de Frank Herbert.
Los diálogos de Lucilla con la Gran Honorada Matre (conocida como Dama) versan sobre numerosos temas, pero en especial sobre el control de las sociedades y el rol de la democracia. Al revelar Lucilla que la Bene Gesserit no posee ningún régimen convencional sino que se adapta a los sistemas políticos de acuerdo a sus intereses, llegando incluso a timonear el modelo democrático, la Gran Honorada Matre, enfurecida por la revelación -en tanto partidaria de la violencia política y la autocracia -, da muerte a Lucilla de un puntapié en la sien. No obstante, parte de su memoria, junto a la Horda de Lampadas, es preservada por Rebecca y transmitida a las Bene Gesserit en Casa Capitular. Del capítulo también se desprende que Lucilla subestimó, en gran medida, la capacidad de entendimiento de la Gran Honorada Matre, jugando con sus ideas y lo cual, junto a la familiaridad no tolerada con la que trató a Dama, conllevaron a su muerte. El orgullo que Miles Teg detectó en su persona durante los acontecimientos de Herejes de Dune significó el final de Lucilla. 

## Referencia bibliográfica
- Frank Herbert, Herejes de Dune. Ediciones Debolsillo: Barcelona, 2003. ISBN 978-84-9759-731-9
- Frank Herbert, Casa Capitular Dune. Ediciones Debolsillo: Barcelona, 2003. ISBN 978-84-9759-770-8